# مرز دیورند
مرز دیورند یا خط دیورند نام مرز بین افغانستان و پاکستان است. این مرز در سال ۱۸۹۳ میلادی در زمان عبدالرحمن خان بین افغانستان و هند بریتانیایی به نمایندگی از محمد عمر گلابی تعیین شد. هرچند این معاهده به صورت موقت برای یک قرن بود ولی بعد از جنگ سوم افغان و انگلیس که منجر به استقلال افغانستان شد، در طی پیمان راولپندی در سال ۱۹۱۹ مرز دیورند به‌صورت دایمی پذیرفته شده و سیاست خارجی افغانستان توسط امان‌الله‌شاه به انگلیس واگذار شد. سال‌های بعد پس از استقلال هند و دو قسمت شدن هند و تأسیس کشور پاکستان، این مناطق واگذار شده به عنوان مناطق خودمختار قبایلی در خاک پاکستان شناخته شدند. پس از عبدالرحمن خان، حاکمان افغانستان اکثراً مخالف به رسمیت شناختن مرز دیورند بودند. از دیرباز مردم در دو طرف مرز آزادانه می‌توانستند به آن طرف مرز بروند، اما اکنون با امضای قراردادهایی که در زمان حامد کرزی و اشرف غنی با پاکستان امضا شد، پاکستان برای کنترل عبور و مرور در این مرز سیم خاردار کشیده و افراد فقط می‌توانند با داشتن ویزا از مرز عبور کنند. این مرز سبب اختلاف بین افغانستان و پاکستان شده‌است. دولت پاکستان، مرز دیورند را به عنوان مرز بین‌المللی بین دو کشور به رسمیت می‌شناسد ولی افغانستان این مرز را قبول ندارد. این مرز در واقع پشتون‌های پاکستان و افغانستان را از هم جدا کرده‌است. افغانستان حداقل ۱۰۳ هزار کیلومتر مربع را در این قرارداد از دست داد.

## تاریخچه و شکل‌گیری مرز دیورند

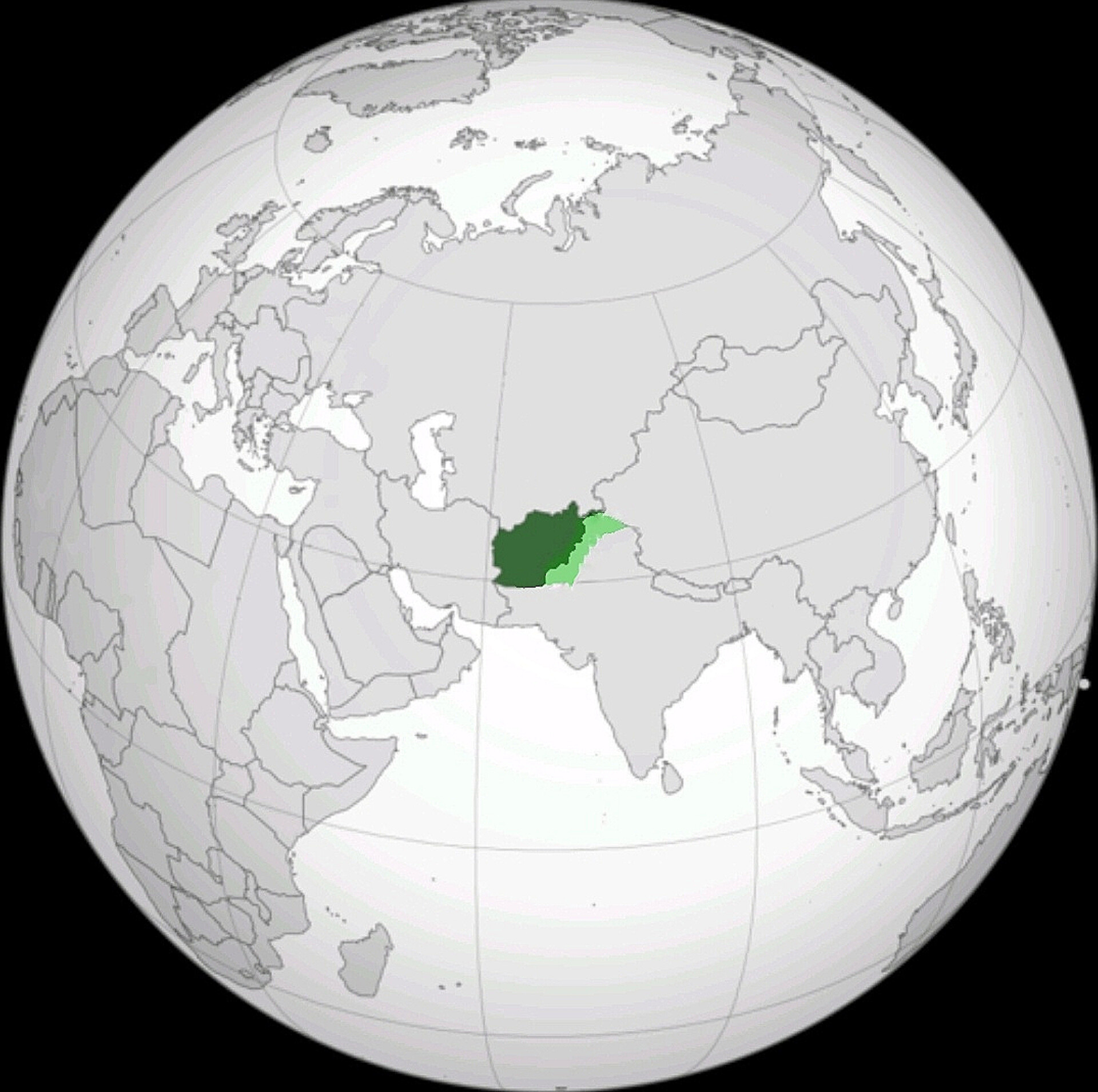
امارت افغانستان
سبز تیره : افغانستان کنونی
سبز روشن : مناطق از دسته رفته افغانستان

هنری مورتیمر دبیر امور خارجهٔ هند بریتانیایی و رئیس هیئت مذاکره‌کننده از سوی حکومت بریتانیایی هند، در اواخر سپتامبر ۱۸۹۳ با امیر عبدالرحمن خان توافق‌نامه‌ای را جهت تعیین مرزهای شرقی و جنوبی افغانستان با هند بریتانیایی به امضا رساند که به توافق‌نامهٔ دیورند و مرز دیورند معروف شد.

### پیش‌زمینه و شکل‌گیری مرز دیورند
در شکل‌گیری دیورند، شاهان سدوزایی و سرداران محمدزایی نقش مهمی داشتند. آن‌ها در طول امارت و سلطنت‌شان با امضای توافقات دوجانبه، زمینه‌های امضای توافق‌نامهٔ دیورند را مساعد کردند.

### شاه شجاع و معاهده مثلث لاهور
شاه شجاع در توافق‌نامه ۱۸ ماده‌ای، سه جانبه لاهور که در تاریخ ۲۶ ژوئن ۱۸۳۸ میان ایشان، رنجیت سنگ پادشاه پنجاب، مکناتن نمایندهٔ حاکم بریتانیایی هند امضا شده بود، تجزیه و جدا شدن سرزمین‌های جنوبی و غربی افغانستان را قبول کرد.
ماده‌هایی از این توافق‌نامه که منجر به تجزیه افغانستان شد:
- ماده اول:

تمام نقاط وعلاقه جات که در دوطرف رود سند واقع وجزء علاقهٔ کشمیر تا حدود شرقی وغربی وشمال وجنوبی اتک وتوابع پشاور ویوسفزایی وکوهات وسایر توابع پشاور تاحد خیبر و وزیری وتانک وکرانک وکاله باغ ودیرهٔ اسماعیل وتوابع آن وعلاقه جلت ملتان وتمام ملحقات آن را خانوادهٔ سدوزایی به ملکیت وحاکمیت «رنجیت سنک پاد شاه سیکها» تصدیق کرده وخانوادهٔ سدوزایی نسلاً بعد نسل وبطناً بعد بطن هیچگونه ادعایی به نقاط مذکور وممالک موصوفه نخواهد داشت وممالک مذکور متعلق به «رنجیت سنک» وخانوادهٔ اونسلاً بعد نسل وبطناً بعد بطن خواهد بود.
- ماده هجدهم:

شاه شجاع وسایر خانوادهٔ سدوزایی بدون اجازهٔ وتصویب کمپانی انگلیس ومهاراجه رنجیت سنک، معامله وسرو کاری با احدی ازپادشاهان غیر نخواهد داشت وهرگاه پادشاه خارجی عزم لشکر کشی ازراه افغانستان به خاک کمپانی انگلیسی یا مهاراجه بنماید شاه شجاع متعهد می‌شود با قوای خود از آن جلوگیری کند.

### سردار دوست محمد خان و معاهده جمرود
در زمان دوست‌محمدخان، ولیعهد او غلام حیدر خان در تاریخ ۳۰ مارس ۱۸۵۵، معاهده‌ای که به معاهده جمرود شناخته شده‌است را با سر جان لارنس، گورنر جنرال پنجاب امضا نمود و باعث شد مناطق ولایات سواحل راست سند و بلوچستان رسماً به انگلیس‌ها تسلیم گردید.
ماده‌هایی از معاهده که منجر به جدایی مناطق ولایات سواحل راست سند و بلوچستان از افغانستان شد.

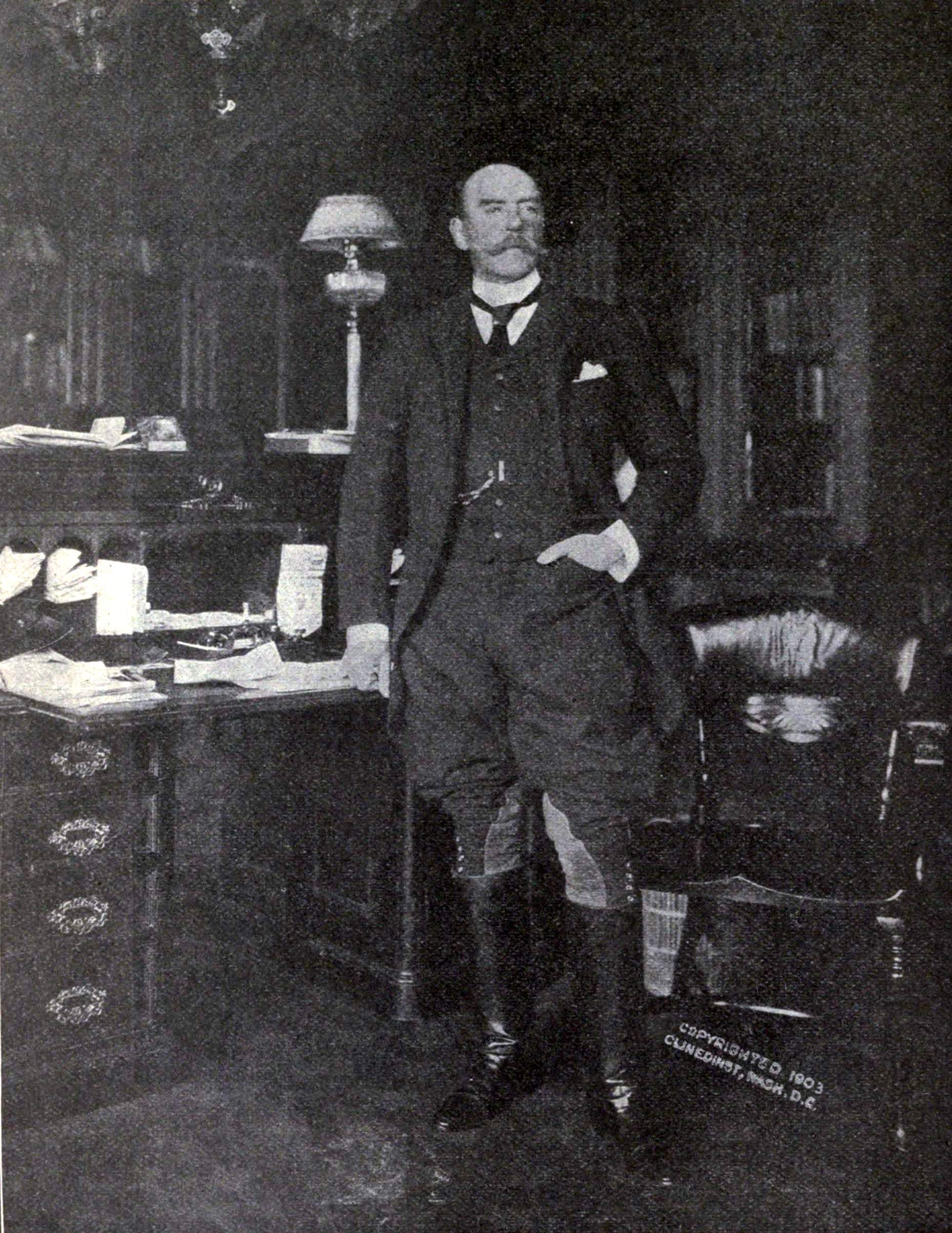
سر هنری مورتیمر دیورند، دیپلمات انگلیسی و کارمند دولت استعماری هند بریتانیایی می‌باشد که مرز دیورند به افتخار او نامگذاری شده.

- ماده اول:

مابین آنریبل ایست اندیا کمپنی و جناب امیر دوست محمد خان والی کابل و آن ممالک افغانستان که در قبضهٔ او می‌باشد، و ورثای امیر مذکور صلح و دوستی دوامی خواهد بود.— میر غلام محمد غبار، افغانستان درمسیر تاریخ، چاپ چهارم ۱۳۶۸، ص ۵۸۳–۵۸۴
- ماده دوم:

آنربیل ایست کمپنی معاهده می‌نماید که احترام آن علاقه جات افغانستان را که حالا در تصرف امیر مذکور می‌باشند، بکنند در آن‌ها مداخله ننمایند.— میر غلام محمد غبار، افغانستان درمسیر تاریخ، چاپ چهارم ۱۳۶۸، ص ۵۸۳–۵۸۴
- ماده سوم:

جناب امیر دوست محمد خان والی کابل و آن علاقه جات افغانستان که حالا در قبضهٔ او می‌باشند، عهد می‌نماید ازطرف خود و ازطرف ورثای خود علاقه جات آنریبل ایست کمپانی را احترام نماید و ابداً در آن‌ها مداخله ننمایند، و با دوستان آنریبل ایست اندیا کمپانی دوست باشند و با دشمنان کمپانی مذکور دشمن باشند.— میر غلام محمد غبار، افغانستان در مسیر تاریخ، چاپ چهارم ۱۳۶۸، ص ۵۸۳–۵۸۴

### محمد یعقوب خان و معاهده گندمک
محمد یعقوب خان از نوادگان دوست محمدخان در یک توافق ده ماده‌ای معاهده گندمک با سر لویس کیوناری، نماینده سیاسی انگلیس، علاقه کرم تا ابتدای جاجی، درهٔ هیبتناک خیبر تا کناره شرقی هفت چاه، لندی کوتل وسیبی وپشین را تا کوه کوژک و استقلال افغانستان را به هند بریتانیایی واگذار کرد.

### عبدالرحمن خان و معاهده دیورند
عبدالرحمن‌خان در تاریخ ۱۲ اکتبر ۱۸۹۳ طی یک توافق که به معاهده دیورند شناخته شد را با نماینده انگلیس هنری مورتیمر در ازای افزایش اعانت مالی از ۱۲۰۰۰۰۰ به ۱۸۰۰۰۰۰ کلدار و دخالت نکردن روسیه و متحدانش به مناطق جنوبی رود آمو از مناطق روشان و شغنان ماورای آمو در شمال و صوات، باجور، چترال، وزیرستان و چمن از جنوب چشم پوشی کند و آن‌ها را واگذار کرد. طی این توافق مرز کنونی افغانستان شکل گرفت.

## حاکمان پس از عبدالرحمن
پس از عبدالرحمن، بیشتر حاکمان افغانستان مرز دیورند را به رسمیت نشناخته و مناطق واگذار شده را جزئی از خاک افغانستان قلمداد می‌کردند و همواره صحبت از الحاق دوباره این مناطق به افغانستان می‌کردند. این ادعاها در حالی بیان می‌شود که حاکمان افغانستان هیچ اقدام رسمی برای باز پس‌گیری این مناطق از پاکستان نکردند و ادعاهایشان در حد صحبت باقی مانده‌است.

### حبیب‌الله خان و معاهده لویی - دین
پس از فوت عبدالرحمن اعتبار معاهده دیورند پایان یافت. به همین عنوان دولت هند بریتانیایی برای تمدید این قرار داد بریتانیایی خواستار گفتگوها با حبیب‌الله خان شد. حبیب‌الله در ابتدا به‌طور ضمنی این ضمانت را داد که به تمامی توافقات پدرش با دولت بریتانیایی متعهد هست اما وارد گفتگو و مذاکره نشد و معاهده‌ای امضا نشد. دولت هند بریتانیایی برای مجبور ساختن حبیب‌الله برای گفتگوها در خصوص معاهده‌ها از فرستادن مبلغ سالانه ۱۸۰۰۰۰۰ کلدار و اجازهٔ ترانزیت اسلحه نظامی به افغانستان از طریق قلمرو هندوستان ابا ورزید تا حبیب‌الله را مجبور شود سکرتر وزیر خارجه دولت هند بریتانیایی آقای لویس دبلیو دن را به کابل دعوت و معاهده‌ای که به معاهده دین – لویی شناخته می‌شود را در تاریخ ۲۱ مارس ۱۹۰۵ امضا کند.

در متن این معاهده آمده‌است:
امیر حبیب‌الله بدینوسیله توافق می‌نماید که در امور مهم اساسی و فرعی مندرج معاهده «خط دیورند» در ارتباط به امور داخلی و خارجی و سایر تفاهماتی که اعلیحضرت (امیر عبدالرحمان پدر مرحوم من با حکومت اعلی بریتانیا منعقد نموده و مطابق به آن عمل کرد، من هم مطابق به همان موافقتنامه و معاهده «خط دیورند» عمل نموده‌ام، عمل می‌نمایم و عمل خواهم کرد، و من در هیچ معامله و پیمانی آن‌ها را نقض نمی‌نمایم.— احمد شایق قاسم

### امان‌الله خان و معاهده راولپندی و معاهده صلح کابل
در زمان امان‌الله خان دو معاهده به نام‌های معاهده راولپندی و معاهده صلح کابل بین افغانستان و انگلیس به امضا رسید که در هر دو معاهده، مرز دیورند به عنوان مرز رسمی میان افغانستان و هند بریتانیایی به رسمیت شناخته شده بود.

#### معاهده راولپندی
پس از جنگ سوم میان افغانستان و انگلیس که به جنگ تل معروف است معاهده‌ای به نام معاهده راولپندی میان افغانستان و انگلیس به امضا سر همیلتون گرانت به نمایندگی انگلیس و شاغاسی علی احمد خان به نمایندگی افغانستان رسید که با امضای آن برای اولین بار به‌طور دائمی و بدون در نظر گرفتن محدودیت طول حکمرانی هر امیر، مرز دیورند به عنوان مرز رسمی افغانستان با هند بریتانیایی مشخص گردید.
در دو ماده این قرارداد آمده‌است:
- ماده چهارم:

تصدیق مجدد خط دیورند از جانب افغانستان وتعین خط سرحد در حصهٔ تورخم به میل انگلیس— محمد صدیق فرهنگ، افغانستان در پنج قرن اخیر ج ۱ ق. ۲، ص ۵۰۸–۵۰۹.
- ماده پنجم:

دولت افغانستان سرحد هندو - افغان را همانطوری‌که توسط امیر مرحوم حبیب‌الله پذیرفته شده بود، قبول می‌نماید. محمد صدیق فرهنگ — افغانستان در پنج قرن اخیر ج ۱ ق. ۲، ص ۵۰۸–۵۰۹.

#### معاهده صلح کابل
در ۲۲ نوامبر ۱۹۲۱ دومین معاهده میان امان‌الله خان و دولت انگلیس به امضا رسید که در نتیجه آن معاهده راولپندی منسوخ شد اما مرز دیورند را به عنوان مرز بین‌المللی افغانستان یکبار دیگر به رسمیت شناخت. محمود طرزی وزیر خارجه وقت افغانستان و هینری دابس دو نماینده دو کشور افغانستان و انگلیس بودند که این معاهده که به معاهده صلح کابل شناخته شد را امضا کردند.

در ماده دوم معاهده صلح کابل آمده‌است:
جانبین سرحد هند ـ و افغان را، همانطوری‌که توسط دولت افغانستان تحت مادهٔ پنجم معاهدهٔ ۸ اگست ۱۹۱۹ منعقدهٔ راولپندی پذیرفته شده بود، متقابلاً قبول دارند.

### دوره حبیب‌الله کلکانی
دوره ۹ ماهه حکومت حبیب‌الله کلکانی بیشتر در حال جنگ و درگیری با محمد نادر و برادرانش سپری شد و توسط آنان نیز کشته شد.

### دوره محمد نادر شاه
محمد نادر شاه پس از به قدرت نشستن، با بریتانیا به عنوان اولین کشور خارجی، روابط دیپلماتیک برقرار کرد و برادر خود سردار شاه ولی را به عنوان وزیر مختار و نماینده خاص به لندن فرستاد. شاه ولی پس از ورود به لندن طی یک یادداشت با آرتر هیندیرسن وزیر خارجه بریتانیا در ۶ ژوئیه ۱۹۳۰ معاهده صلح کابل که در سال ۱۹۲۱ به امضا رسیده بود را مورد تأیید قرار داد.
در ماده دوم این یادداشت آمده‌است:
- در پاسخ به «یادداشت شما» من نیز افتخار دارم تا رسماً ضبط نمایم که درکِ ما نیز همین است که این دو معاهده [معاهدۀ ۱۹۲۱ و معاهدۀ تجارتی ژوئن ۱۹۲۳] دارای اعتبار تام بوده و کاملاً مرعی‌الاجرا می‌باشند.[۱۴]

### دوره چهل ساله حکومت ظاهر شاه
محمدظاهرشاه آخرین پادشاه افغانستان بود که به مدت چهل سال بر افغانستان حکومت کرد. در دوران ایشان، رویدادهای تاریخی مهمی از جمله استقلال هند و تشکیل کشور پاکستان به وقوع پیوست. ظاهرشاه در اوایل حکومت خود ابتدا سکوت در برابر مرز دیورند را اتخاذ کرد و در اولین خط مشی خود اعلام کرد:
معاهدات امضاء شده دوران پدر را مورد قبول قرار داد؛ و هکذا سیاست امور خارجه این مملکت بر طبق معاهدات دوره سلطنت اعلی حضرت شهید موصوف با دول متعاهد کماکان ادامه خواهد داشت.
بعدها و در زمان صدارت محمود خان عموی ظاهرشاه و تشکیل کشور پاکستان، سکوت در خصوص مرز دیورند شکست و منازعه‌ای به نام پشتونستان که بعدها به داعیه پشتون و بلوچ بود شکل گرفت.

#### صدارت محمد هاشم
سردار محمدهاشم که از آغاز سلطنت نادرشاه تا سال ۱۹۴۶ صدراعظم دولت سلطنتی برادرزاده اش محمدظاهرشاه بود، در آستانه استقلال شبه قاره هند سیاستِ اغماض و سکوت در مورد دیورند اتخاذ کرد. او در سال‌های صدارت خود در سلطنت محمدظاهرشاه به سیاستِ محمد نادر شاه در مورد دیورند متعهد باقی ماند.

#### صدارت سردار شاه محمود
پس از آنکه شاه محمود به صدارت رسید، نامه‌هایی به دولت بریتانیا فرستاد و خواستار تعیین سرنوشت پشتون‌های آن طرف مرز شد، او در نامه‌های خود از بریتانیا خواسته بود:
- رای پشتونها و بلوچ‌ها هم فرصت داده شود تا حکومت خود را تشکیل دهند یا به افغانستان بپیوندند.[۱۹]

اما دولت بریتانیا در برابر درخواست‌های شاه محمود نوشت:
- سؤال سرحدات آزاد حل و فصل شده‌است و خط دیورند به حیث یک سرحد و حد فاصل بین‌المللی شناخته شده‌است. پیمان ۱۹۲۱ (۱۳۰۰ خورشیدی) هنوز مورد تطبیق و موجود است که خط قبلی دیورند را دوباره تأیید می‌کند.[۱۹]

و همچنین به افغانستان هشدار داده بود، پس از تحویل قدرت از حکومت هند بریتانیایی به هند و پاکستان، از هرگونه دخالت و اعمال تحریک‌آمیز خود داری کند.
کشور پاکستان نیز در نخستین روزهای تشکیل خود در برابر ادعای افغانستان اعلان کرد:
- خط دیورند که در معاهده سال ۱۸۹۳ مشخص شده‌است، به حیث مرز بین‌المللی قابل اعتبار است که متعاقباً در چندین موارد، جانب افغانستان آن را تأیید نموده‌است. نقشه این خط بین‌المللی به هرگونه ادعای جانب افغانی در مورد خودمختاری ارضی یا نفوذ برمردم شرق دیورند نقطه پایان گذاشته‌است. پاکستان بمثابه دولت جانشین هند بریتانوی مالک کامل این منطقه و مردم آن می‌باشد، حق و مسئولیت یک دولت جانشین را بدوش دارد.[۱۹]

##### به رسمیت شناختن عضویت پاکستان در سازمان ملل
افغانستان تنها کشوری بود که به عضویت پاکستان در سازمان ملل رأی منفی داد. عبدالحسین عزیز نماینده افغانستان در سازمان ملل ابتدا در ۳۰ سپتامبر ۱۹۴۷ به عضویت پاکستان در سازمان ملل رأی منفی داد و ادعا کرد افغانستان ایالت سرحد شمال غربی را به عنوان بخشی از خاک پاکستان نمی‌پذیرد و تا زمانی‌که شرایط آزاد برای خودمختاری مردم این ایالت در پیوستن به پاکستان یا استقلال سرزمین شان مساعد نشود، افغانستان از این موقف خود دست نخواهد کشید. اما سپس نماینده مذکور در ۲۰ اکتبر ۱۹۴۷ رأی منفی خود را پس گرفت و به عضویت پاکستان در سازمان ملل رأی مثبت داد و ابراز امیدواری کرد که هر دو کشور اختلافات خود را از راه مذاکره و دیپلماتیک حل کنند.

##### گفتگوهای مستقیم با پاکستان
در اواسط نوامبر ۱۹۴۷ گفتگوهایی میان افغانستان و پاکستان در خصوص منازعه دیورند در کراچی صورت گرفت. در این گفتگوها نجیب‌الله خان نماینده افغانستان هیچگاه از عدم شناسایی موافقت نامه دیورند و بازگردانی سرزمین‌های از دست رفته در این معاهده صحبت نکرد و اکثر خواسته‌ها در محور اعطای حق خود مختاری به قبایل آزاد سرحدی، ارتقای سطح مادی و معنوی زندگی پشتونها در پاکستان و نامگذاری ایالت شمال غربی به نامی که معرف هویت قومی آن‌ها باشد، خلاصه می‌شد.

##### ملغی کردن تمامی معاهده‌نامه‌ها با پاکستان
با افزایش جنگ سرد میان افغانستان و پاکستان، کشور پاکستان در ۱۲ ژوئن ۱۹۴۹ قریه مغلگی پکتیا را بمباران کردند که در اثر آن ۲۳ نفر کشته شدند. سپس شورای ملی افغانستان تمام معاهدات قبلی افغانستان به شمول توافقنامه دیورند با حکومت هند بریتانیایی را ملغی اعلان کرد.

#### صدارت داوود خان
داوود خان به شدت نسبت به عملکرد شاه محمود در خصوص منازعه دیورند که در آن زمان به منازعه پشتونستان مسمی شده بود، اعتراض و آن را ناکافی می‌دانست. در اثر فشارهای داوود خان شاه محمود از صدارت کنار گرفت و داوود در ۱۹۵۳ به صدارت رسید. در زمان او خصومت و دشمنی میان افغانستان و پاکستان به اوج خود رسیده بود و روابط سیاسی میان افغانستان و پاکستان در ۶ سپتامبر ۱۹۶۱ قطع شد و افغانستان در آستانهٔ جنگ با پاکستان قرار گرفت.
داوودخان در اواخر صدارت خود به این نتیجه رسید که با سرد بودن رابطه با پاکستان نمی‌توان به نتیجه‌ای رسید به همین دلیل به دنبال احیا روابط میان افغانستان و پاکستان از طریق تبادل سفیر و لغو انسداد مرزها مسیر گفتگوها را بار دیگر باز کرد؛ و از صدارت کناره‌گیری کرد تا یک حکومت جدید بتواند در مناسبات با پاکستان روش مناسبی را اتخاذ کند.

#### آخرین دهه حکومت ظاهرشاه
پس از داوود خان، محمد یوسف بیرون به صدارت رسید، در آن دوره افغانستان در خصوص منازعه دیورند سیاست سکوت و مداخله نکردن را در پیش گرفت و در سه جنگی که در پاکستان رخ داده و جنبش‌های جدایی طلب و ناسیونالیست میان بلوچها و پشتونها در پاکستان گسترش یافته بود. افغانستان از مداخله در امور پاکستان خودداری کرد و حکومت پاکستان توانست این جنبش‌ها را سرکوب کند.

### دوره ریاست جمهوری داوود خان
پس از آنکه داوود پسر عموی خود محمد ظاهر شاه را توسط کودتا از قدرت کنار زد و نظام جمهوری را به وجود آورد در خصوص مرز دیورند دو رفتار متفاوت از خود نشان داد. در ابتدا به اعمال خود در دوران صدارت بازگشت و بازار منازعه پشتونستان به شدت داغ بود، در آن زمان افغانستان و پاکستان روابط خصمانه با هم داشتند. روابط افغانستان و پاکستان به جایی رسیده بود که دو کشور علیه یکدیگر نیروهای نظامی پرورش می‌دادند. بعدها داوود خان در رفتار خود تغییر موضع داد و در صدد دوستی و حل این موضوع برآمد. در مارس ۱۹۷۸ در سفری که به اسلام‌آباد و ملاقات با ضیاء الحق رئیس‌جمهور پاکستان داشت. در کنفرانس مطبوعاتی تودیعی در جواب سؤال که آیا در مورد مرز دیورند بحث به عمل آمده گفت: «دربارهٔ همه چیزها بحث صورت گرفت و با مرور زمان هر چیز جای مناسبش را خواهد گرفت.»
اما صحبت‌ها در همین‌جا بیشتر پیش نرفت و در کودتای ۷ ثور کشته شد.

### دوران حکومت حزب دموکراتیک خلق
آنچه که بین تمامی رئیس‌جمهوران افغانستان در دوران حکومت حزب دموکراتیک خلق مشترک به نظر می‌رسد، مسئله پشتونستان و به رسمیت نشناختن این مرز بود. تمامی رئیسان جمهوران افغانستان در آن دوره این مرز را به رسمیت نشناختند و در چهارچوب اصول مرامی خود، این مسئله ملی را دنبال می‌کردند. کشور شوروی نیز که رابطه نزدیکی با افغانستان در آن دوران داشت، از ادعای افغانستان در خصوص مرز دیورند حمایت می‌کرد.

#### دوره نور محمد تره‌کی
در ۹ سپتامبر ۱۹۷۸ ضیاء الحق رئیس‌جمهور پاکستان برای ادامه گفتگوهایی که با داوود خان داشت، سفری به افغانستان داشت و در این سفر با نور محمد تره‌کی دیدار کرد. در این دیدار ضیاء الحق به تره‌کی پیشنهاد داده بود که اگر افغانستان موافقت کند می‌تواند کنترل مرزهای مشترک را بر عهده بگیرد. در جواب آن نور محمد تره‌کی بیان کرد که مرز دیورند یک خط استعماری و تحمیلی هست که در هنگام تجزیه هند و تشکیل دولت نو بنیاد پاکستان به خلق پشتونخوا و بلوچستان حق تعیین سرنوشت داده نشده. ضیاء الحق با دادن این پاسخ صریح متوجه شد که نمی‌تواند با رهبران حزب دموکراتیک خلق افغانستان به نتیجه برسد و به پاکستان بازگشت.

#### دوره حفیظ الله امین
امین شخصیتی بود که با تحریک مسائل قومی و نژادی برای رسیدن به اهداف خود استفاده می‌کرد. به همین دلیل در ابتدا همانند تره‌کی در خصوص مسئله پشتونستان و مرز دیورند برخورد می‌کرد. اما بعدها با به هم خوردن رابطه او با شوروی سعی بر نزدیکی رابطه با غرب و حل مشکلات میان افغانستان و پاکستان برآمد. در زمانی که قدرت را در دست داشت، وزیر خارجه افغانستان آقای شاه ولی در دیداری که با معاون وزیر خارجه آن دوره آمریکا آقای نیوسام داشت به ایشان خبر داده که ضیاء الحق رئیس‌جمهور پاکستان و آقا شاهی رئیس دولت و وزیر خارجه پاکستان به افغانستان دعوت شده و حکومت افغانستان می‌خواهد اختلافات خود را با پاکستان رفع کند. این دیدار هیچگاه اتفاق نیفتاد و امین توسط نیروهای شوروی کشته شد.

#### دوره ببرک کارمل
ببرک کارمل یکی از اشخاصی بود که همواره مخالف به رسمیت شناختن مرز دیورند بود و آن را مرز تحمیلی انگلیس می‌دانست. کارمل از دورانی که تازه‌وارد فضای سیاسی شده و نماینده پارلمان بود در خصوص مسئله مرز دیورند در روزنامه پرچم نوشته بود:
- «اشغالگران امپریالیست بریتانیا خط استعماری نام نهاد دیورند را در سال (۱۸۹۳۳ ع) بر قلمرو سیاسی افغانستان خلاف ارادهٔ خلقهای آن تحمیل کرد و در نتیجه یک قسمت از ساحهٔ مملکت ما را از پیکر آن جدا نمود. از آنتاریخ تاکنون جنبشهای ملی ضد استعماری و امپریالیستی خلقهای پښتونستان به صورت مستمر و مداوم جریان دارد. نیروهای ترقیخواه دموکراتیک خلق افغانستان به پیروی از اصل «حق تعیین سرنوشت ملل» از جنبش رهائی بخش ملی خلقهای پښتونستان پشتیبانی می‌کند».[۲۴]

همچنین هنگامی که رئیس‌جمهور افغانستان بود در تاریخ ۸ سنبله ۱۳۶۳ در خصوص مسئله دیورند بیان داشت:
- «"خط تحمیلی دیورند" را "چون یک شمشیر داغ" می‌دانیم که توسط استعمار گران انگلیسی "بالای پیکر افغانها و پشتون هاً کشیده شده‌است. ما می‌توانیم در هر تریبیون بین‌المللی ثابت کنیم که اکثریت هموطنان ما که امروز در مناطق پشتون نشین و بلوچ نشین زندگی می‌کنند هموطنان ما هستند، برادران پشتون و بلوچ ما هستند، که ما افغانها هیچگاه راجع به سرنوشت آن‌ها بی‌تفاوت باقی‌مانده نمی‌توانیم ولی . . . تأکید می‌کنیم که ما صلح و امنیت و برادری را با خلق‌های پاکستان . . . خواهانیم. ما می‌خواهیم همه مسایل را دور میز مذاکره مطرح بحث قرار دهیم، هر گاه عقل و درک سالم وجود داشته باشد، ما می‌توانیم تمام تفاوت‌ها و اختلافات را حل و فصل کنیم."»[۲۵]

کارمل در زمانی که در قدرت بود از گروه‌های ضد ضیاءالحق رئیس‌جمهور وقت پاکستان حمایت می‌کرد. یکی از این گروه‌ها، گروه ذوالفقار بود که دو پسر ذوالفقار علی بوتو صدراعظم اسبق پاکستان به نام‌های مرتضی و شهنواز بود. آن‌ها می‌خواستند علیه ضیاءالحق اقدام کنند. این افراد توسط دولت افغانستان و شوروی حمایت و آموزش داده می‌شد که بعدها با فوت شهنواز در سال ۱۹۸۵ در شهر کان فرانسه این گروه از هم پاشید.
بیشتر دوره حکومت کارمل به جنگ با مجاهدین گذشت و او نیز نتوانست به مسئله دیورند پایان ببخشد.

#### دوره نجیب الله
هنگامی که نجیب الله در قدرت بود در تاریخ ۱۴ آوریل ۱۹۸۸ توافق‌نامه ژنو
میان افغانستان و پاکستان به امضا رسید. نماینده افغانستان عبدالوکیل وزیر خارجه وقت افغانستان و از طرف پاکستان نیز وزیر خارجه پاکستان زین نورانی بود. در این توافق‌نامه آمده بود که دو کشور در امور داخلی هم مداخله نکنند و مرز دیورند به عنوان مرز رسمی میان افغانستان و پاکستان را قبول کنند. اما بعدها ضیاء الحق رئیس‌جمهور پاکستان اعلام کرد که مجاهدین افغانستان تا سقوط حکومت حزب دموکراتیک خلق از جنگ دست نمی‌کشند. این ادعای ضیاء الحق نقض توافق‌نامه امضا شده بود تا آن که نجیب الله حکومت را به مجاهدین واگذار کرد.
بسیاری از مردم از جمله مردم پکتیا اعتقاد دارند که نجیب الله بخاطر مرز دیورند کشته شده‌است.

### دوره حکومت مجاهدین
هرچند در دوران حکومت مجاهدین و ریاست جمهوری صبغت الله مجددی و برهان الدین ربانی مسئله مرز دیورند به فراموشی سپرده شده بود، پاکستان با استفاده از مجاهدین باعث سرنگونی حکومت نجیب شده بود، انچنان که طرح‌ریزی حکومت مجاهدین در پاکستان انجام شده بود.

### دوره طالبان
پس از آنکه طالبان توانستند حکومت را بدست بگیرند، پاکستان سه بار خواستار به رسمیت شناختن مرز دیورند از طرف دولت افغانستان شد.
- بار اول:

زمانی که ملا عبدالرزاق به عنوان وزیر امور داخله طالبان مقرر شد، پاکستان برای اولین بار از طالبان خواست تا این خط را به‌طور رسمی قبول نمایند.
- بار دوم:

زمانی بود که معین الدین حیدر وزیر امور داخله پاکستان به کابل در زمان حاکمیت طالبان سفر کرد، و در این سفر از مقامات طالبان خواست تا خط مرزی دیورند را به‌طور رسمی قبول نمایند.
- بار سوم:

در زمان ریاست جمهوری پرویز مشرف برای بار سوم درخواست کرد تا خط دیورند به‌طور رسمی قبول شود.
در هر سه بار، درخواست دولت پاکستان توسط طالبان رد می‌شود.

### دوره حامد کرزی
حامد کرزی در دورانی که رئیس‌جمهور افغانستان بود بارها اعلام کرد که مرز دیورند را به رسمیت نمی‌شناسد و خواهان بحث و گفتگو با پاکستان برای حل این مسئله بود.
در دوره حامد کرزی به تمامی ادارات دولتی دستور داده شده بود که به جای کاربرد کلمات سرحد یا مرز از کلمه «خط دیورند» استفاده کنند.
هرچند حامد کرزی بارها اعلام کرد که مرز دیورند را به رسمیت نمی‌شناسد اما در سال ۲۰۰۹ توافقی میان حکومت حامد کرزی و پاکستان به امضا رسید که در آن معاهده به‌طور ضمنی همواره مرز دیورند را به عنوان مرز بین‌المللی میان افغانستان و پاکستان را به رسمیت شناخته‌است.
در کنفرانس سوم منطقه‌ای همکاری‌های اقتصادی در رابطه با افغانستان، در سال ۲۰۰۹، هیئت افغانی توافق کرد که بر روی یک مکانیسم مدیریت مدرن مرز دیورند به منظور ارتقاء امنیت و توسعه کار کند. در ارتباط با جنجال‌های مرتبط با مرز و عبور شورشیان از مرز، موضع و اقدامات افغانستان به‌طور ضمنی همواره مرز دیورند را به عنوان مرز بین‌المللی میان افغانستان و پاکستان تأیید کرده‌است.
هرچند توافق‌نامه فوق توسط دولت افغانستان به امضا رسید اما در۱۲ ثور ۱۳۹۲ هنگامی که نیروهای پاکستانی در حال ساخت دروازه‌ای در مرز گوشته در ولایت ننگرهار بودند، نیروهای افغانستانی وارد جنگ با نیروهای پاکستانی شدند و دروازه را از بین بردند.

### دوره اشرف غنی
اشرف غنی هنگامی که قدرت را در دست گرفته‌است سیاست سکوت در خصوص مسئله دیورند را پیش گرفت. مسئله دیورند را از صلاحیت‌های جرگهٔ بزرگ و خارج از اختیارات رئیس‌جمهوری اعلام کرد و برخلاف شایعاتی که به وجود آمده بود اعلان کرد که گفتگوهایی با پاکستان در خصوص مرز دیورند نداشته‌است. در یک توافقی بین محمد اشرف غنی رئیس‌جمهور افغانستان با صدراعظم پاکستان شاهد خاقان عباسی در ۱۶ حمل ۱۳۹۷ به امضا رسید، در ماده پنجم آن دو کشور متعهد شدند تا از نقض حریم فضایی و ارضی همدیگر اجتناب کنند که به نوعی به رسمیت شناختن مرزهای دو کشور محسوب می‌شود.

#### جنجال مرز دیورند
در ماه حمل (فروردین) سال ۱۳۹۶ خبری از رسانه دی نیوز پاکستان به نقل از یکی از نمایندگان پارلمان پاکستان مبنی بر اینکه عبدالله عبدالله مرز دیورند را به رسمیت شناخته جنجال‌های فراوانی در افغانستان به وجود آمد. هرچند این خبر توسط رئیس اجرائیه به عنوان «دروغ محض» یاد شد و آن را رد کرد اما از جنجال‌ها فروکش نکرد.
مدتی بعد عبداللطیف پدرام عضو پارلمان افغانستان در همایش سالانه حزب خود صحبت از این کرد که مرز دیورند را به رسمیت می‌شناسد و دولت افغانستان بارها و طی معاهده‌های گوناگون این مرز را به رسمیت شناخته‌است. بعدها نیز در مصاحبه‌های خود اعلام کرد که دولت اشرف غنی در کنفرانس لندن در سال ۲۰۱۲ مرز دیورند را به رسمیت شناخته و افغانستان نمی‌تواند ادعایی بر سرزمین‌های از دست رفته داشته باشد.
این صحبت‌های پدرام خشم نمایندگان پشتو زبان پارلمان را برانگیخت و آن‌ها پدرام را تهدید به سنگسار و مرگ کردند.

## صد ساله بودن معاهده دیورند؟
برخلاف ادعاهای مطرح شده مبنی بر اینکه معاهده دیورند صد ساله می‌باشد، این معاهده فقط در طول حیات عبدالرحمن خان معتبر بوده و در هفت ماده معاهده معاهده دیورند هیچ اشاره‌ای به صد ساله بودن این معاهده ندارد. اما آنچه که مرز را رسمیت بخشید، امضای پادشاهان و حاکمان بعد از عبدالرحمن خان از جمله امان‌الله خان و به رسمیت شناختن آنان بود.

## جامعه جهانی
اکنون بجز هند، تمامی کشورهای دنیا مرز دیورند را به عنوان مرز رسمی میان افغانستان و پاکستان می‌شناسند و در نقشه‌های خود مرز دیورند را به عنوان مرز رسمی ثبت کرده‌اند.

### هند و مرز دیورند
کشور هند به دلیل رابطه سردی که با پاکستان دارد همواره از افغانستان و مخصوصاً مسئله مرز دیورند حمایت می‌کند.

### آمریکا و مرز دیورند
کشور ایالات متحده آمریکا در خصوص مسئله دیورند از پاکستان حمایت کرده و از افغانستان همواره خواسته تا به مسئله دیورند پایان ببخشید. همچنین دولت آمریکا در سال ۱۹۴۹ از ارجاع این منازعه به سازمان ملل متحد که از سوی افغانستان ارائه شده بود، جلوگیری به‌عمل آورد. در زمان داوودخان، کشور آمریکا حمایت خود را از دولت او مشروط به رسمیت شناختن مرز دیورند ساخت.
در ۶ مارس ۱۹۵۶ در یک پیمان نظامی به نام سازمان دفاعی و نظامی «سنتو» که متشکل از کشورهای آمریکا، پاکستان، ترکیه، انگلیس، ایران بود، مرز دیورند را به عنوان مرز رسمی میان افغانستان و پاکستان اعلان کرد.
در شهریور ماه ۱۳۹۶ «برد شرمن» سناتور دموکرات آمریکایی از واشینگتن خواست تا با در نظر گرفتن نگرانی اسلام‌آباد در مورد مرز دیورند کمک‌های آمریکا به افغانستان را در به رسمیت شناختن مرز دیورند مشروط سازد.

### ایران و مرز دیورند
در زمان حکومت پهلوی دوم در ایران، کشور ایران رابطه نزدیکی با انگلیس و آمریکا داشت و در اکثر مسائل خارجی هم نظر با آنان بود به همین دلیل با حمایت از کشور پاکستان همواره سعی داشت از نفوذ شوروی در منطقه جلوگیری کند. علاوه بر آن در زمان ظاهرشاه هنگامی که داعیهٔ پشتون و بلوچ مطرح شد، دولت ایران از ترس اینکه با گسترش این داعیه بلوچ‌های ایران‌ را تشویق به تجزیه طلبی کند مرز دیورند را به رسمیت می‌شناخت. پس از سقوط حکومت پهلوی و روی کار آمدن جمهوری اسلامی در ایران موضع شان در خصوص به رسمیت شناخته شدن مرز دیورند همانند دوره پهلوی ثابت ماند.

### انگلیس و مرز دیورند
سفیر انگلیس در کابل گفت که مرز دیورند از سوی کشورش و جامعه جهانی به عنوان مرز رسمی میان افغانستان و پاکستان شناخته می‌شود. این اظهارات واکنش‌های تندی را در افغانستان به دنبال داشته و بسیاری‌ها آن را مداخله جویانه خوانده‌اند از جمله رئیس مجلس سنای افغانستان که گفت: اظهارات سفیر انگلیس در کابل در مورد خط دیورند از سوی مردم افغانستان محکوم است.

### سازمان ملل و مرز دیورند
سازمان ملل مرز دیورند را به عنوان مرز سرحدی میان افغانستان و پاکستان به رسمیت می‌شناسد.

## پشتون‌های پاکستان و مسئله دیورند
بسیاری از رهبران پشتو زبان در پاکستان کشور پاکستان را به عنوان کشور خود بیان می‌کنند، عده دیگری از رهبران پشتو زبان نیز که خواستار تجزیه طلبی از پاکستان و تشکیل کشور پشتونستان بودند، هیچگاه به دنبال الحاق با کشور افغانستان نبودند. صدها تن از افراد و عناصر فعالِ جامعهٔ پشتون آن‌سوی دیورند در جرگهٔ بنو در ۲۱ ژوئن ۱۹۴۷ خواستار ایجاد کشور مستقل گردیدند. اما در این جرگه، از طرح و اندیشهٔ الحاق به افغانستان صدایی برنخاست. 

### رهبران پشتو زبان جنوبی مرز دیورند و مسئله مرز دیورند
- ایمل خان نواسهٔ خان عبدالغفار خان: اگر افغانستان بر پاکستان حمله کند، من به عنوان پشتون پاکستانی از کشورم پاکستان دفاع می‌کنم.
- خان عبدالغفارخان از رهبران نامدارِ پشتون‌ها و رهبر «جنبش خدایی خدمتگاران»: مولانا ابوالکلام آزاد یکی از رهبرانِ مسلمان و آزادی‌خواه شبه‌قارهٔ هند در کتاب «هند آزادی گرفت» می‌نویسد که خان غفار خان بر پیوستن مناطق شمال‌غربی هند یعنی مناطق پشتون‌نشین به هندوستان پافشاری داشت.[۴۶]
- دکترخان صاحب برادر بزرگ خان عبدالغفارخان در نامه‌ای به تاریخ دوم ژوئیه ۱۹۴۷ به نهرو نوشت: «به شما اطمینان می‌دهم هیچ‌گاه در اندیشهٔ الحاق به افغانستان نبوده‌ایم… برای نخستین‌بار مطلع گشتیم که دولت افغانستان رسماً به دولت هند در این خصوص رجوع کرده‌است. در حال حاضر با شرایط ناخوشایندی مواجه هستیم».[۴۶]

### سلب خودمختاری مناطق قبیله‌ای پاکستان
دولت نواز شریف در سال ۲۰۱۷ مجموعه‌ای از پیشنهادها در زمینه ادغام مناطق قبیله‌ای با بقیه کشور را تصویب کرد که در نتیجه آن خود مختاری این مناطق سلب و قوانین پاکستان جایگزین قوانین سنتی آن مناطق می‌گردد. رهبران پشتو زبان از این اقدام دولت استقبال و حمایت کردند.

## حصارکشی مرز دیورند
در ماه فروردین ۱۳۹۶، مقامات پاکستانی اعلام کردند که تمامی ۲۴۰۰ کیلومتر مرز دیورند را حصار کشی کرده و مجموعاً ۳۳۸ پُست امنیتی و برج نظارتی در امتداد مرز میان افغانستان و پاکستان احداث خواهند کرد. دولت پاکستان بخش اول این حصارکشی را که به طول۴۸۲ کیلومتر می‌شد را در ۹ دی ۱۳۹۷ در منطقه خیبرپشتون‌خواه تکمیل کرد.

## برای مطالعهٔ بیشتر
- آیا موضوع دیورند این‌قدر ساده است؟